# Open Systems Interconnection
В 1982 году Международная организация по стандартизации (ISO) совместно с Международным консультативным комитетом по телеграфии и телефонии (CCITT) начала новый проект в области сетевых технологий, названный взаимодействием открытых систем (англ. Open Systems Interconnection, OSI).
До OSI сетевые технологии были полностью проприетарными, основанными на таких корпоративных стандартах, как SNA, Decnet и XNS. OSI стала новой попыткой создания сетевых стандартов для обеспечения совместимости решений разных поставщиков. В то время многие большие сети были вынуждены поддерживать несколько протоколов взаимодействия и включали большое количество устройств, не имевших возможности общаться с другими устройствами из-за отсутствия общих протоколов.
Эталонная модель OSI была большим шагом при создании концепций современных сетей. Она популяризовала идею общей модели протоколов, расположенных на различных уровнях и определяющих взаимодействие между сетевыми устройствами и программным обеспечением.
Тем не менее, реальный стек протоколов OSI, разработанный как часть проекта, был воспринят многими как слишком сложный и фактически нереализуемый. Он предполагал упразднение всех существующих протоколов и их замену новыми на всех уровнях стека. Это сильно затруднило реализацию стека и послужило причиной для отказа от него многих поставщиков и пользователей, сделавших значительные инвестиции в другие сетевые технологии. В дополнение, протоколы OSI разрабатывались комитетами, предлагавшими различные и иногда противоречивые характеристики, что привело к объявлению многих параметров и особенностей необязательными. Поскольку слишком многое было необязательно или предоставлено на выбор разработчика, реализации различных поставщиков просто не могли взаимодействовать, отвергая тем самым саму идею проекта OSI.
В результате попытка OSI договориться об общих стандартах сетевого взаимодействия была вытеснена стеком протоколов TCP/IP, используемым в Интернете, и его более простым, прагматичным подходом к компьютерным сетям. Подход Интернета состоял в создании простых протоколов с двумя независимыми реализациями, требующимися для того, чтобы протокол мог считаться стандартом. Это подтверждало практическую реализуемость стандарта. Например, определения стандартов электронной почты X.400 состоят из нескольких больших томов, а определение электронной почты Интернета (SMTP) — всего из нескольких десятков страниц в RFC 821. Тем не менее, существуют многочисленные RFC, определяющие расширения SMTP, поэтому полная документация по SMTP и его расширениям также занимает несколько больших книг.
Большинство протоколов и спецификаций стека OSI уже не используется, такие как электронная почта X.400. Лишь немногие выжили, часто в значительно упрощённом виде. Структура каталогов X.500 до сих пор используется, в основном, благодаря упрощению первоначального громоздкого протокола DAP, получившему название LDAP и статус стандарта Интернета.
Свёртывание проекта OSI в 1996 году нанесло серьёзный удар по репутации и легитимности участвовавших в нём организаций, особенно ISO. Наиболее крупным упущением создателей OSI был отказ увидеть и признать превосходство стека протоколов TCP/IP.